# Provinz Eustaquio Méndez
Die Provinz Eustaquio Méndez liegt im nordwestlichen Teil des Departamento Tarija im südamerikanischen Anden-Staat Bolivien. Benannt ist sie nach dem Volkshelden und Unabhängigkeitskämpfer Eustaquio Méndez.

## Lage
Die Provinz Eustaquio Méndez ist eine von sechs Provinzen im Departamento Tarija. Sie liegt zwischen 20° 57' und 21° 36' südlicher Breite und zwischen 64° 23' und 65° 15' westlicher Länge.
Die Provinz grenzt im Norden und Westen an das Departamento Chuquisaca, im Süden an die Provinz José María Avilés, im Südosten an die Provinz Cercado, und im Osten an die Provinz Burnet O’Connor.
Die Provinz erstreckt sich über eine Länge von 90 Kilometer in Nord-Süd-Richtung und über 105 Kilometer in Ost-West-Richtung.

## Bevölkerung
Die Einwohnerzahl der Provinz Eustaquio Méndez ist in den vergangenen drei Jahrzehnten um rund ein Drittel angestiegen:
| Jahr | Einwohner | Quelle       |
| ---- | --------- | ------------ |
| 1992 | 29 868    | Volkszählung |
| 2001 | 32 038    | Volkszählung |
| 2012 | 34 993    | Volkszählung |
| 2024 | 39 856    | Volkszählung |

46,9 Prozent der Bevölkerung sind jünger als 15 Jahre. 99,7 Prozent der Bevölkerung sprechen Spanisch, 1,7 Prozent Quechua, 0,2 Prozent Aymara, und 0,1 Prozent Guaraní. (2001)
Noch im Jahr 1992 hatte 78,1 Prozent der Bevölkerung keinen Zugang zu Elektrizität, 77,8 Prozent lebten ohne sanitäre Einrichtung. Bis 2012 konnte die Stromversorgung auf 80,6 % und die Ausstattung der Haushalte mit Toilette auf 68,8 % erhöht werden. Heute (Stand Januar 2020) besteht nahezu Vollversorgung mit Elektrizität. Es bestehen konkrete Investitionsvorhaben für die restlichen noch nicht ans Netz angeschlossenen Ortschaften.
67,8 Prozent der Erwerbstätigen arbeiten in der Landwirtschaft, 0,1 Prozent im Bergbau, 5,9 Prozent in der Industrie, 26,2 Prozent im Dienstleistungssektor (2001).
95,1 Prozent der Einwohner sind katholisch, 3,1 Prozent sind evangelisch (1992).

## Gliederung
Die Provinz gliedert sich laut der letzten Volkszählung von 2024 in die folgenden beiden Verwaltungsbezirke (bolivianisch „Municipios“):
- 06-0501 Municipio San Lorenzo – 30.352 Einwohner
- 06-0502 Municipio El Puente – 9.504 Einwohner

## Ortschaften in der Provinz Eustaquio Méndez
- Municipio San Lorenzo
  - San Lorenzo 3401 Einw. – Tomatitas 1234 Einw. – Rancho Norte 1123 Einw. – San Lorenzo (Canasmoro) 715 Einw. – Bordo El Mollar 667 Einw. – Tomatas Grande 657 Einw. – La Victoria 632 Einw. – Lajas Merced 580 Einw. – Sella Méndez 531 Einw. – Carachimayo 528 Einw. – Coimata 523 Einw. – Canasmoro 441 Einw. – Calama 439 Einw. – Erquis Norte 390 Einw. – Leon Cancha 316 Einw. – Rincón de la Victoria 216 Einw. – La Pampa 216 Einw. – San Pedro de las Peñas 123 Einw. – Alto Cajas 79 Einw.

- Municipio El Puente
  - Iscayachi 730 Einw. – El Puente 554 Einw. – Quebrada Grande 513 Einw. – Chayaza 188 Einw. – Carrizal 155 Einw. – La Parroquia 147 Einw. – Curqui 89 Einw. – Ircalaya 82 Einw.